# عشق أباد (فريمان)
عشق‌ أباد (بالفارسية: عشق‌آباد) هي قرية تقع في قسم فريمان الريفي في إيران. يقدر عدد سكانها بـ 1,038 نسمة .